# Dietmar Schott
Dietmar Schott  (* 20. Juli 1937 in Köln) ist ein deutscher Sportjournalist.

## Beruflicher Werdegang
Dietmar Schott, der in Hamburg aufwuchs, war zunächst freiberuflich als Journalist beim Norddeutschen Rundfunk tätig und gründete die Zeitschrift Der Jazzer. 1954 wurde er Mitglied beim Hamburger SV und spielte Basketball bei dem Verein. Im Jahr 1962 kehrte er nach Köln zurück, spielte Basketball bei ASV Köln und trat eine Tätigkeit als Sportredakteur beim Westdeutschen Rundfunk an. Im Juni 1977 wurde er beim BSC Saturn Köln als rechte Hand von Mäzen Fritz Waffenschmidt. In Schotts Amtszeit als Manager und „Mann für alle Fälle“ bei den Kölner Basketballern fielen die DBB-Pokalsiege 1980, 1981 und 1983 sowie die deutschen Meistertitel 1981, 1982, 1987 und 1988. Er war unter anderem für die Verpflichtung des israelischen Startrainers Ralph Klein im Jahr 1983 sowie von Tony DiLeo verantwortlich, den er trotz Skepsis im Umfeld vom Damen-Serienmeister Agon Düsseldorf nach Köln holte. „Ich war Manager, Pressesprecher, Teambetreuer usw. Ich habe dort alles zu hundert Prozent ehrenamtlich gemacht, und vor allem: gerne!“, sagte er 2012 mit Blick auf seine Tätigkeit bei Saturn Köln.
Schotts berufliches Spezialgebiet war neben Basketball der Pferdesport. Als Hörfunkjournalist wurde er durch die samstägliche Radiosendung „Sport und Musik“ bekannt, und er war auch im Fernsehen tätig. Im Radio moderierte er über 2000 Sendungen. 1988 wurde Schott als WDR-Sportchef Nachfolger von Kurt Brumme. 1993 übertrug er das Endspiel der Basketball-Europameisterschaft direkt und in voller Länge in Rundfunk. „Das hatte es noch nie gegeben und war damals fast sensationell“, sagte Schott 2012 rückblickend. 2002 ging er in den Ruhestand. Nachfolgerin im Amt des WDR-Sportchefs wurde Sabine Töpperwien.
In seiner Laufbahn hat Schott eine große Anzahl von Sportereignissen als Kommentator begleitet. So übertrug er alleine 32-mal den Prix d’Amérique. Hinzu kommen elf Olympische Spiele und alle Pferde-Wettkämpfe der Olympischen Spiele 2000 in Sydney.

## Ehrungen und Ämter
Für seine Reportagen wurde Schott 1990 mit dem Herbert-Zimmermann-Preis und in Neuseeland gegen 149 Konkurrenten mit dem Weltpreis ausgezeichnet.  Er ist Vizepräsident der Deutschen Reiterlichen Vereinigung. 2003 erhielt er den Journalistenpreis Das Silberne Pferd.

## Privates
Gemeinsam mit seiner Frau züchtet Dietmar Schott im Gestüt Höhnchen in Lohmar seit 1974 Trabrennpferde; seine Pferde errangen über 300 Siege. Als Amateur-Trabrennfahrer brachte er es seit 1962 auch selbst auf internationale Einsätze.

## Publikationen
- „Ich danke Sie!“. Der Fußballer Willi „Ente“ Lippens. Klartext-Verlagsgesellschaft. Essen 2008. ISBN 978-3-89861-978-3
- „Ich danke Sie!“. Der Fußballer Willi „Ente“ Lippens. Hörbuch. Klartext-Verlagsgesellschaft 2012
- Traben leichtgemacht. – Handbuch für Trabrennsport und Traberzucht – ein Einstieg in eine faszinierende Sportart. 1992. Hrsg. vom Hauptverband für Traber-Zucht